# Огрызковцы
Огрызковцы (укр. Огризківці) — село в Лановецкой городской общине Кременецкого района Тернопольской области Украины.
До 2020 года входило в Лановецкий район.
Код КОАТУУ — 6123881806. Население по переписи 2001 года составляло 293 человека.

## Географическое положение
Село Огрызковцы находится на берегу реки Бугловка,
выше по течению примыкает село Буглов,
ниже по течению примыкает село Ванжулов.

## История
- 1565 год — дата основания.